# Tade
Tade – wieś w Estonii, w prowincji Harju, w gminie Kose.